# 금산초등학교 (강원)
금산초등학교는 대한민국 강원특별자치도 춘천시 서면 금산리에 있는 공립 초등학교이다.

## 학교 연혁
- 1932년 3월 15일 신서공립보통학교 개교(춘천군 서하면)
- 1938년 4월 1일 금산공립심상소학교 개칭
- 1941년 4월 1일 금산공립국민학교 개칭
- 1994년 4월 18일 개축교사 신축(본동)
- 1996년 3월 1일 금산초등학교로 개칭
- 1996년 9월 6일 아름다운 학교상 수상 (한국일보사)
- 1998년 10월 27일 금산 다목적교육관 준공
- 1999년 3월 1일 덕두원분교장 폐교
- 2000년 12월 12일 식당 및 특별실 준공
- 2001년 10월 10일 특별교실 신축(4실)
- 2003년 12월 24일 금산도서관 개관
- 2010년 8월 28일 보육교실 리모델링 완료
- 2010년 11월 18일 급식소 리모델링 완료
- 2013년 2월 15일 제74회 졸업(총 4,548명)
- 2014년 9월 1일 제28대 최대일 교장 부임

## 참고 자료
- 금산초등학교 - 한국교육학술정보원 학교알리미